# ヴォルガの舟歌
『ヴォルガの舟歌』（ヴォルガのふなうた、ロシア語: Эй, ухнем エイ・ウーフネム）は、世界的によく知られたロシア民謡のひとつ。ヴォルガ川の船引き人夫の労働歌に由来し、『ヴォルガの船引き歌』とも呼ばれる。

## 概要
ロシア語の題は歌詞の冒頭部分によるもので、ヴォルガ川の船引き（бурлак ブルラーク）のかけ声である。『ヴォルガの舟歌』はロシアの船引き歌のうちでもっとも有名なものである。同様の労働歌として、革命歌としても歌われた『ドゥビヌシカ（仕事の歌）』 (ru:Дубинушка) もよく知られる。
1860年代にニジニ・ノヴゴロドで歌われていたものがミリイ・バラキレフによって採譜され、1866年に出版された『ロシア民謡集』(Сборник русских народных песен)の第40曲「船引きの歌」(Бурлацкая)として収録されている。現在のロシア語の歌詞は3番まであるが、バラキレフの採録した歌詞は1番だけであり、残りは後から追加されたものである。
その後、フョードル・ケーネマンが編曲してフョードル・シャリアピンが歌った版によって『ヴォルガの舟歌』は世界的に有名になった。
ドン・コサック合唱団などの合唱曲のレパートリーとしても知られる。レオニード・ハリトノフと赤軍合唱団による演奏も有名である。アメリカ合衆国ではグレン・ミラー楽団によるジャズ版が1941年3月15日のビルボードで全米チャート第1位に輝いた。
日本では、1903年に旗野十一郎作詞『雁の叫び』として東京音楽学校で紹介されたのが初めてとされるが、原曲とは無関係な叙景の歌詞に変えられていた:97。ほかにも数多くの訳詞があるが、「エイコラ」ではじまる有名な歌詞は門馬直衛による:43-44。原曲での歌唱は映画『脱線情熱娘』（松竹、1949年）の劇中で笠置シヅ子が歌唱するシーンがあるほか、レオニード・ハリトノフと赤軍合唱団による合唱が映画『戦争と人間 第三部』（日活、1973年）の劇中曲として流用されている。

## クラシック音楽での使用
『ヴォルガの舟歌』の編曲は無数にある。とくに有名なものをいくつかあげると
- アレクサンドル・グラズノフによる合唱と管弦楽用の編曲（1905年）
- イーゴリ・ストラヴィンスキーによる管楽器と打楽器用の編曲（1917年）。1917年春にバレエ・リュスがローマで公演したときに国歌のかわりに演奏されたもの。自伝によると、当時の公演は国歌の演奏ではじまるのを原則としたが、当時二月革命によってニコライ2世が退位したばかりであり、『神よツァーリを護り給え』では時宜に合わなかったために、セルゲイ・ディアギレフからの依頼によって国歌の代用として急遽編曲された。時間がなかったためにストラヴィンスキーがピアノの前に座ってオーケストレーションを口述し、それをエルネスト・アンセルメが書きとって翌日のリハーサルに間に合わせたという[8]。リチャード・タラスキンによると、この曲を国歌として使用したのはディアギレフの発案ではなく、アンドレイ・リムスキー＝コルサコフ（ニコライ・リムスキー＝コルサコフの子）の意向にもとづいて当時のロシア臨時政府が直接依頼してきたものである[9]:1183-1189。
- マヌエル・デ・ファリャによるピアノ独奏用の編曲（1922年、没後に初演）。

『ヴォルガの舟歌』はしばしば他の曲の中に使用されている。
- ピョートル・チャイコフスキー：ピアノ連弾曲『50のロシア民謡』（1868-69年）第49曲が『ヴォルガの舟歌』である。
- エドゥアルド・ナープラヴニーク：ピアノと管弦楽のための『ロシア幻想曲』作品39（1881年）
- アレクサンドル・グラズノフ：交響詩『ステンカ・ラージン』（1885年）
- ウンベルト・ジョルダーノ：歌劇『シベリア』（1903年）第2幕
- ヴャチェスラフ・カラトゥイギン（ロシア語版）：オルガン独奏曲『ロシア風前奏曲とフーガ』（1914年）のフーガ部分の主題に使用

## 歌詞
2番と3番の歌詞は5・6行めのみを記した（8行めは6行めのくり返しで、他の行は1番と同じ）。
|                                     | ロシア語                               | 日本語訳                 |
| ----------------------------------- | -------------------------------------- | ------------------------ |
| 1.                                  | Эй, ухнем! Эй, ухнем!                  | えんやこら、えんやこら   |
|                                     | Ещё разик, ещё да раз!                 | もう一回、もう一回       |
| Эй, ухнем! Эй, ухнем!               | えんやこら、えんやこら                 |                          |
| Ещё разик, ещё да раз!              | もう一回、もう一回                     |                          |
| Разовьём мы берёзу,                 | 白樺の枝を解こう                       |                          |
| Разовьём мы кудряву,                | からまった枝を解こう                   |                          |
| Ай-да, да, ай-да! Ай-да, да, ай-да! | アイダ・ダ・アイダ、アイダ・ダ・アイダ |                          |
| Разовьём мы кудряву.                | からまった枝を解こう                   |                          |
| 2.                                  | Мы по бережку идём,                    | 我々は岸にそって行き     |
|                                     | Песню солнышку поём,                   | 太陽にむかって歌を歌う   |
| 3.                                  | Эх ты, Волга, мать-река,               | ああ、母なる川ヴォルガよ |
|                                     | Широка и глубока,                      | 広くて深い               |